# Min toreador
Min toreador er en amerikansk stumfilm fra 1922 af Robert Z. Leonard.

## Medvirkende
- Mae Murray som Dolores de Lisa
- Creighton Hale som Carlos de Lisa
- Charles Lane som Eduardo de Lisa
- Emily Fitzroy som Marquesa de Lisa
- Robert Frazer som Carrita
- Vincent Coleman som Ralph Kellogg
- Courtenay Foote som de Morera